# أوكان كوسوك
أوكان كوسوك (بالتركية: Okan Kocuk)‏ (27 يوليو 1995 ببورصة في تركيا - ) هو لاعب كرة قدم تركي في مركز حراسة المرمى. شارك مع منتخب تركيا تحت 17 سنة لكرة القدم ومنتخب تركيا تحت 21 سنة لكرة القدم. أما مع النوادي، فقد لعب مع بورصا سبور.

## وصلات خارجية
- أوكان كوسوك على موقع الاتحاد الأوربي (الإنجليزية)
- أوكان كوسوك على موقع اتحاد تركيا (لاعب) (الإنجليزية)
- أوكان كوسوك على موقع قاعدة بيانات كرة القدم.إي يو (الإنجليزية)
- أوكان كوسوك على موقع Soccerway.com (الإنجليزية)
- أوكان كوسوك على موقع عالم كرة القدم.نت (الإنجليزية)